# مارتن الأول. تاونسند
مارتن الأول. تاونسند هو محامي وسياسي أمريكي، ولد في 6 فبراير 1810 في هانكوك في الولايات المتحدة، وتوفي في 8 مارس 1903 في تروي في الولايات المتحدة. نشط حزبياً في الحزب الجمهوري. وقد انتخب عضو مجلس النواب الأمريكي ‏.